# بول تشارنر
بول تشارنر (بالألمانية: Paul Scharner)‏ (مواليد 11 مارس 1980 في تشيبس - النمسا) لاعب كرة قدم نمساوي معتزل. أخر نادي لعب له كان نادي الدرجة الممتازة ويجان أتلتيك الإنجليزي الذي لعب له فترتان من عام 2006 إلى عام 2010 ثم من عام 2013 حتي اعتزاله في نفس العام .يلعب في مركز قلب الدفاع كما يجيد اللعب في مركز الوسط المحوري .شارك في 40 مباراة دولية مع منتخب بلاده.

## مسيرته الكروية
لعب بول تشارنر خلال مسيرته الاحترافية مع 6 أندية في تسعة عشر موسمًا وسجل خلالها 34 هدفًا ضمن 359 مباراة. حيث فاز في ثلاثة مواسم بالكأس وفي موسم واحد بالدوري.
خاض بول تشارنر مسيرته مع نادي أوستريا فيينا في موسم 1998–99 ليلعب معه ستة مواسم، مشاركًا في 84 مباراة سجل خلالها 3 أهداف. ثم انتقل إلى نادي أوستريا سالزبورغ في موسم 2003–04 في المرة الأولى لمدة موسم واحد ثم في موسم 2004–05 لمدة موسم واحد، حيث شارك طوالها في 18 مباراة سجل خلالها 3 أهداف أيضًا. لينتقل بعدها إلى نادي بران ما بين عامي 2004 و2005 في المرة الأولى لمدة موسم واحد ثم ما بين عامي 2005 و2006 لمدة موسم واحد، مشاركًا طوالها في 32 مباراة سجل خلالها 7 أهداف. ثم انتقل إلى نادي ويغان أتلتيك في موسم 2005–06 في المرة الأولى ليلعب معه خمسة مواسم ثم في موسم 2012–13 لمدة موسم واحد، مشاركًا طوالها في 159 مباراة سجل خلالها 14 هدفًا. هذا وانتقل لاحقًا إلى نادي وست بروميتش ألبيون في موسم 2010–11 ولمدة موسمين، مشاركًا في 62 مباراة سجل خلالها 7 أهداف.

## روابط خارجية
- بول تشارنر على موقع الاتحاد الأوربي (الإنجليزية)
- بول تشارنر على موقع قاعدة بيانات كرة القدم.إي يو (الإنجليزية)
- بول تشارنر على موقع بيانات كرة القدم. دي إي (الألمانية)
- بول تشارنر على موقع ناشيونال فوتبول تيمز (الإنجليزية)
- بول تشارنر على موقع Soccerbase.com (لاعب) (الإنجليزية)
- بول تشارنر على موقع Soccerway.com (الإنجليزية)
- بول تشارنر على موقع عالم كرة القدم.نت (الإنجليزية)
- بول تشارنر على موقع كووورة
- بول تشارنر على موقع AS.com (الإسبانية)